# Syrphophilus tricinctus
Syrphophilus tricinctus là một loài tò vò trong họ Ichneumonidae.